# 阿尔文·李
阿尔文·李（英語：Alvin Lee，1944年12月19日—2013年3月6日），出生名格雷厄姆·阿爾文·巴恩斯（Graham Alvin Barnes），已故英国吉他手暨歌手，英国蓝调摇滚乐队十年後的核心成员。

## 簡歷
李於1944年12月19日在诺丁汉出生。之後，李入讀位於渥拉頓的綜合學校瑪格麗特·格倫-博特學校。
李於13歲時開始彈奏結他，並於1960年與利奧·里昂組成樂隊。當時，李經常聽父母的爵士乐和藍調唱片，因此其音樂風格受這些音樂影響。另外，搖滾樂和查克·貝里和斯科特·摩爾等搖滾歌星的興起，亦給予李靈感。
於1962年，李開始其職業生涯。當時，他加入了一個名為The Jaybirds的樂隊。儘管此樂隊在英國少有名氣，但是他們有意吸納更多樂迷。因此，他們便跟隨披頭士樂隊的腳步，遷至德國漢堡的明星俱樂部（Star-Club）中表演。在那裡，李同時擔任主唱和結他手，而The Jaybirds亦開始吸引當地人注意。可是，樂隊於1966年才開始聞名。當時，他們遷至倫敦表演，並將樂隊名稱由「The Jaybirds」更換為「Jaybird」，再轉為「Blues Yard」，最終改為「十年後」。十年後乐队在大門罩俱樂部成功吸納不少樂迷，因此於1967年獲邀參加溫莎爵士與藍調音樂節，並最終簽了他們首個唱片合約。於1968年，十年後乐队獲比爾·格雷厄姆邀請進行環美巡迴演出。之後，十年後乐队在7年中進行了28次環美巡迴演出，比任何英國樂隊都要多。
李於胡士托音樂節的表演獲紀錄在音樂節的記錄片中，而他“快如閃電”地彈結他更令觀眾留下深刻的印象。不久，十年後樂隊開始在世界各地的場館中表演。
十年後乐队活跃于1960年代晚期至1970年早期，在当时英国乐坛乃至世界乐坛均享有较高知名度，曲风多以蓝调摇滚为主，多部专辑在英国专辑排行榜和美国公告牌二百强专辑榜均有靠前排名，而作为吉他手和主唱的李正是其核心成员。
十年後乐队獲得巨大的成功，並總共發佈了10張專輯。可是，李於1973年覺得乐队局限了他的風格，因此他加入哥伦比亚唱片，並在期間創作了電台熱播歌曲《I'd Love To Change the World》。當李在哥伦比亚唱片中發佈第二隻唱片後，他便退出十年後乐队，加入了福音搖滾樂隊Mylon LeFevre，並與喬治·哈里森、史蒂夫·溫伍德、羅尼·伍德和米克·弗利特伍德一起錄製了專輯《On the Road to Freedom》。於1974年，李發佈了現場專輯《In Flight》。於1970年末，李發佈了《Rocket Fuel》（1978年）和《Ride On》（1979年），並在歐洲和美國進行巡迴演出。
1980年代為李帶來了新的開始。當時，李與Rare Bird乐队的史蒂夫·古爾德合製了兩個專輯，並成功讓約翰·梅奧爾和前滾石樂隊結他手米克·泰勒加入其樂隊。李在其職業生涯中總共發佈了逾20個專輯。
2013年3月6日，李于西班牙逝世。根据官方报道，他死于“一起常规手术引起的并发症”。利奧·里昂把李稱為「最接近我的一個兄弟」，而《公告牌》則強調了其具里程碑意義的作品，如《I'm Going Home》和1971年單曲《I'd Love to Change the World》。

## 唱片目錄

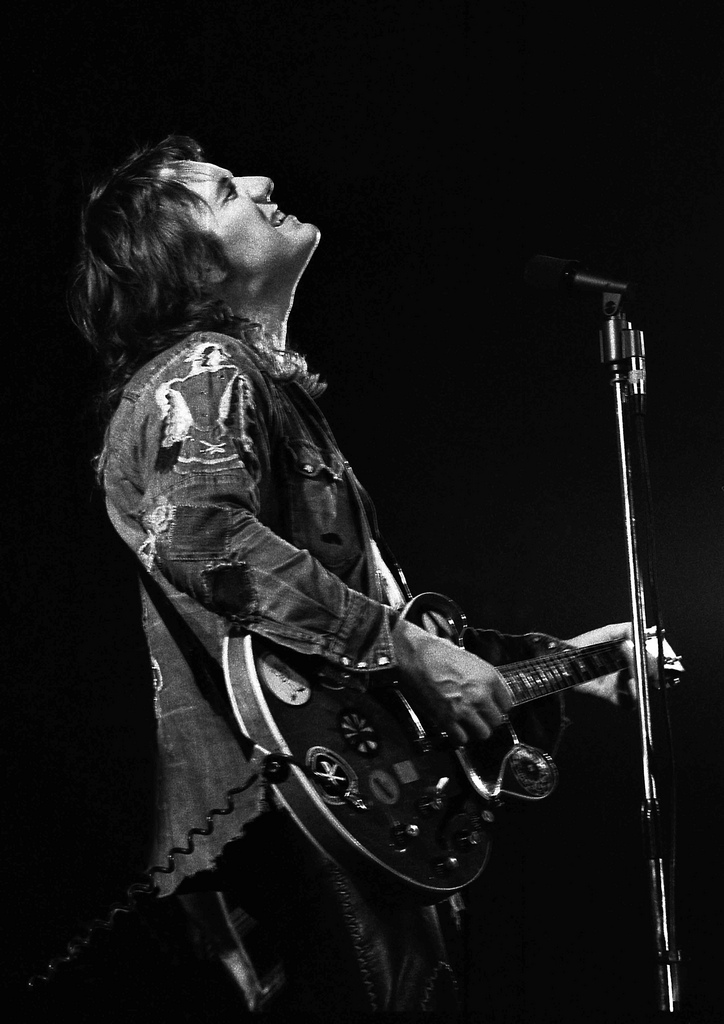
阿尔文·李於荷蘭布雷達表演，攝於1978年

- 《On the Road to Freedom》（與梅勒恩·勒費爾夫，1973年）
- 《In Flight》（1974年）
- 《Pump Iron!》（1975年）
- 《Let It Rock》（1978年）
- 《Rocket Fuel》（1978年）
- 《Ride On》（1979年）
- 《Free Fall》（1980年）
- 《RX5》（1981年）
- 《Detroit Diesel》（1986年）
- 《Zoom》（1992年）
- 《Nineteen Ninety-Four》（1994年）
- 《In Tennessee》（2004年）
- 《Saguitar》（2007年）
- 《Still on the Road to Freedom》（2012年）